# Château de Hinoe
Le château de Hinoe (日野江城, Hinoe-jō) se trouve à Minamishimabara, préfecture de Nagasaki au Japon. Construit au XIIIe siècle, le château appartenait au clan Arima et servait de résidence au daimyo chrétien[Lequel ?]. Incendié par les forces du shogun Tokugawa[Lequel ?] durant la rébellion de Shimabara en 1637, il n'en reste aujourd'hui que des ruines.